# Jeff Allam
Jeff Allam, né le 19 décembre 1954 à Epsom, est un pilote automobile anglais, essentiellement sur voitures de tourisme.

## Biographie
Sa carrière en compétition s'étale régulièrement de 1977 à 2004.
Il remporte la classe A du championnat britannique de voitures de tourisme en 1982 avec le Team Sanyo Racing with Esso (4 victoires sur Rover 3500 S), et il devient quatrième du championnat BTCC en 1977, 1982 et 1992. Il gagne aussi le RAC Tourist Trophy en 1986 avec le néo-zélandais Denny Hulme, sur le circuit de Silverstone et toujours avec une voiture Rover. En 1985 il obtient 7 podiums, et en 1986 4, grâce à la Rover Vitesse du Bastos Texaco Racing Team engagée dans le Championnat d'Europe FIA des voitures de tourisme (ETCC).
Ainsi en ETCC, il termine notamment deuxième des 500 kilomètres de Monza en 1985 et 1986 et deuxième du Grand Prix du Nürburgring en 1984. Il obtient la même place de podium lors du Bathurst 1000 en 1990, sur une Ford Sierra RS 500. Il finit encore troisième des 24 Heures de Spa en 1983 (4e en 1979 et 5e en 1981), et 18e des 24 Heures du Mans en 1983 pour sa deuxième apparition consécutive dans l'épreuve mancelle (avec Steve Soper et James Weaver, sur Mazda officielle).